# Chiesa di Re Davide il Profeta
La Chiesa di Re Davide il Profeta (in georgiano დავით მეფსალმუნის სახელობის ეკლესია?) è una chiesa ortodossa georgiana situata nel distretto di Avlabari a Tbilisi, in Georgia. È l'unica chiesa al mondo ad essere dedicata a San Davide profeta e salmista.

## Storia
Il Catholicos-Patriarca di tutta la Georgia (in georgiano სრულიად საქართველოს კათოლიკოს პატრიარქი?) Ilia II (in georgiano ილია II?) ha deciso di costruire una chiesa dedicata al Re Davide il profeta, poiché non esisteva al mondo alcun tempio che portasse il suo nome.
La costruzione della chiesa è iniziata il 6 maggio 1997 ed è terminata il 6 maggio 2001: giorno in cui in Georgia si celebra la festa di San Giorgio . Il tempio è stato consacrato l'11 settembre 2001, giorno della Decapitazione di Giovanni Battista, e il Catholicos-Patriarca di tutta la Georgia Ilia II ha celebrato la prima liturgia.
Come affermato dal Diacono Tevdore Ambroladze (in georgiano დეკანოზი თევდორე ამბროლაძე?), durante la costruzione delle fondamenta della chiesa sono stato ritrovati i resti della chiesa di Santa Marina, datata al XVII secolo. Le fondamenta della chiesa sono state benedette dallo stesso Diacono Tevdore insieme al Diacono Tariel Sikinchalashvili (in georgiano დეკანოზი ტარიელ სიკინჭალაშვილი?).
La costruzione è stata finanziata da Bigi Chkholaria (in georgiano ბიგი ჩხოლარია?) e la chiesa è stata costruita in memoria del figlio di 8 anni Giorgi (in georgiano გიორგი?).
La chiesa è stata consacrata come monastero sotto Padre Makari (in georgiano მამა მაკარი?). Sono stati acquistati strumenti musicali e venivano date lezioni di chitarra, panduri ( in georgiano ფანდური?  ) e di canto, creando un ensemble che si è esibito in Racha (in georgiano რაჭა?). Inoltre, venivano insegnati l'inglese, il russo, il georgiano e la matematica venivano gratuitamente.

## Architettura
La chiesa, una basilica con abside, è stata costruita nel vecchio stile architettonico georgiano. L'architetto della chiesa è Revaz Janashia (in georgiano რევაზ ჯანაშია?). I costruttori del tempio sono Giorgi Beraia (in georgiano გიორგი ბერაია?), Zurab Alania (in georgiano ზურაბ ალანია?) e Murtaz Khvistani (in georgiano მურთაზ ხვისტანი?).
La chiesa è stata costruita con pietre  provenienti da Dzegvi (in georgiano ძეგვი?) e mattoni. Inoltre, sono anche state utilizzate pietre di Nichbisi (in georgiano ნიჩბისი?), Bodbe (in georgiano ბოდბე?), Bolnisi (in georgiano ბოლნისი?) e Chognari (in georgiano ჭოგნარი?).

La pittura della chiesa è stata finanziata dal Patriarcato georgiano  ed i dipinti sono stati realizzata da Lasha Kintsurashvili (in georgiano ლაშა კინწურაშვილი?). Inoltre, anche Badri Patarkatsishvili (in georgiano ბადრი პატარკაციშვილი?) ha donato 14 mila dollari utilizzati per dipingere la chiesa e per completare il campanile. Sulla parete settentrionale, il dipinto raffigura un episodio del regno di Davide il Profeta in cui il re, dopo aver dichiarato Gerusalemme capitale, erige un nuovo tabernacolo trasferendovi, dalla tenda di Mosè, l'Arca dell'Alleanza. Nella parte inferiore della parete settentrionale, il piccolo Giorgi Chkholaria è raffigurato inginocchiato in preghiera con una candela accesa in mano. Sulla parete occidentale, Davide il Profeta è raffigurato con i rappresentanti della dinastia Bagrationi, che si considerano discendenti di Davide: Ashot I il Grande (in georgiano აშოტ I დიდი?), Demetre I (in georgiano დემეტრე I?), Re Tamara (in georgiano თამარ მეფე?). Inoltre, vi è un affresco unico dell' Albero di Jesse. Sulla parete orientale vi è un affresco della Vergine Maria-Platytera. Sulla parete meridionale vi è un affresco unico della benedizione di Davide.

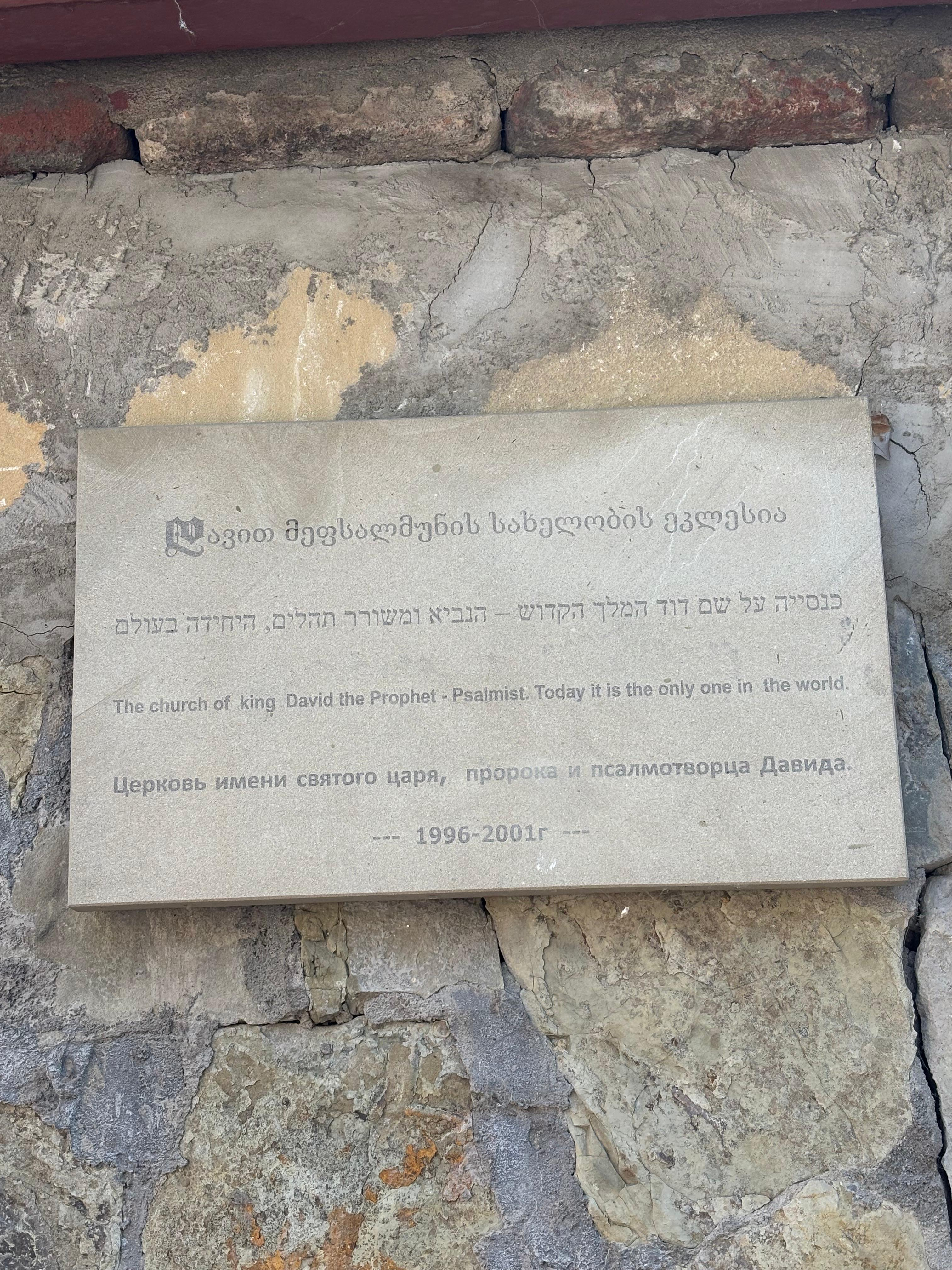
3Targa all'ingresso della chiesa
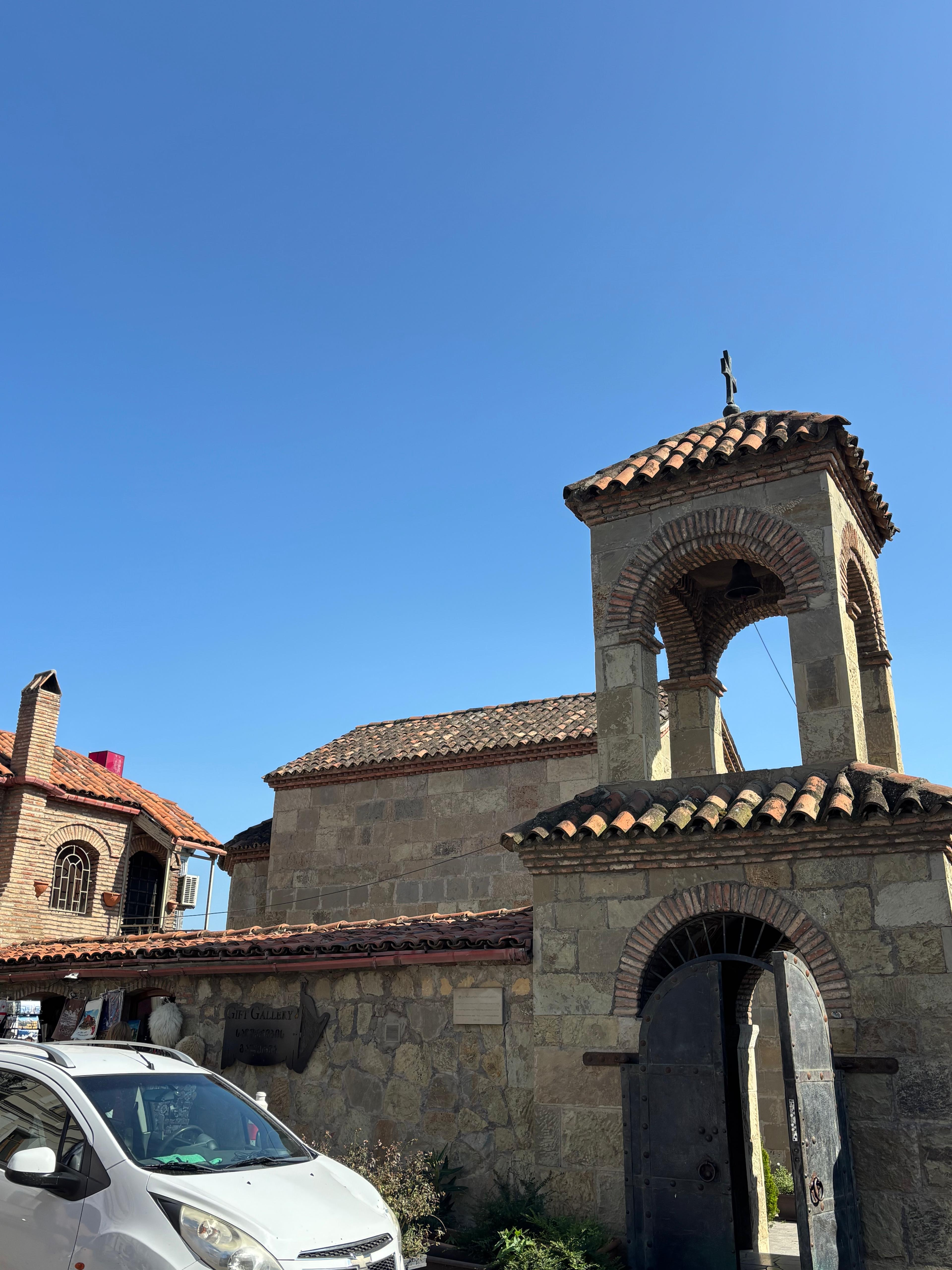
Ingresso della chiesa
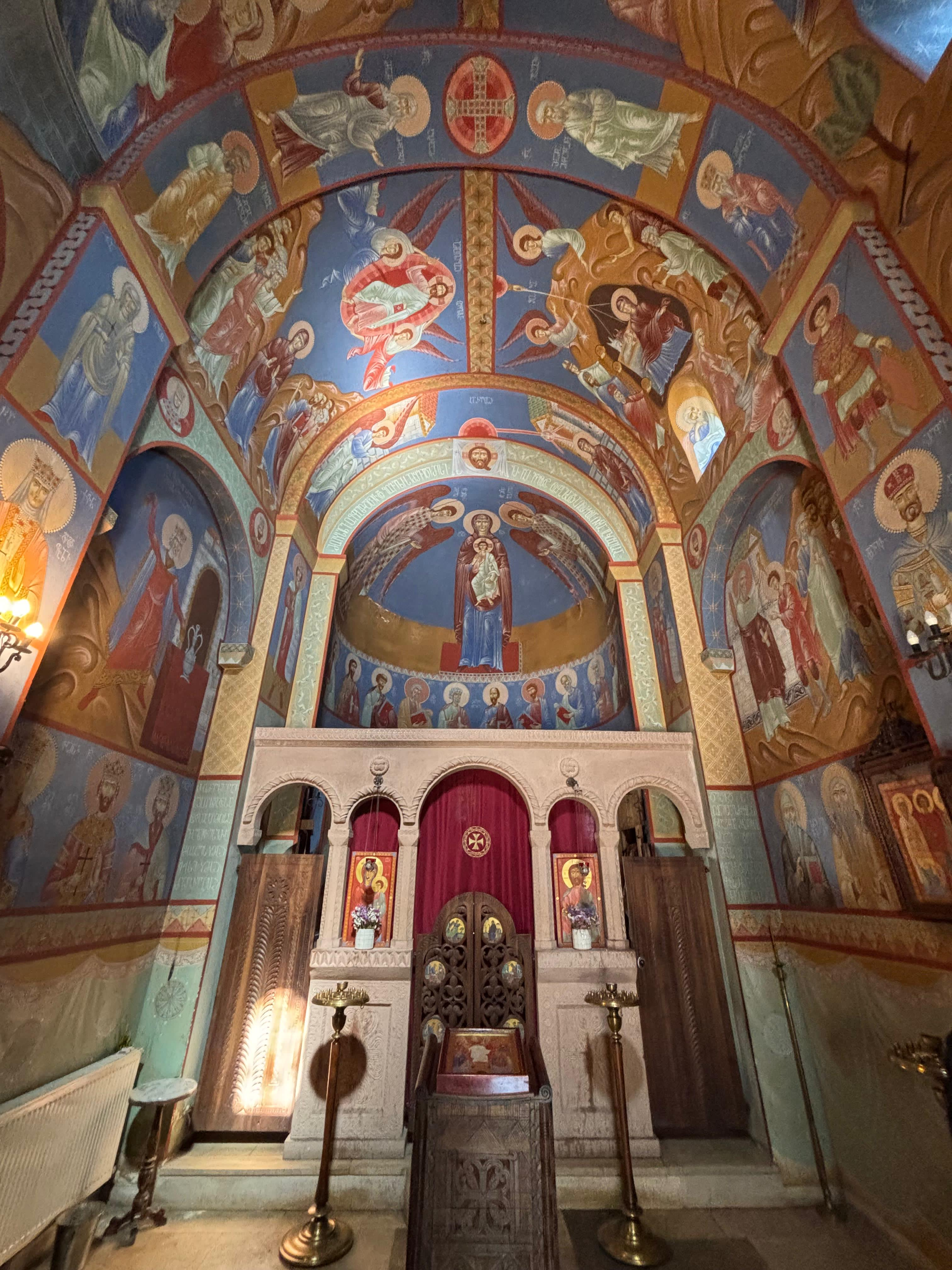
Interno della chiesa
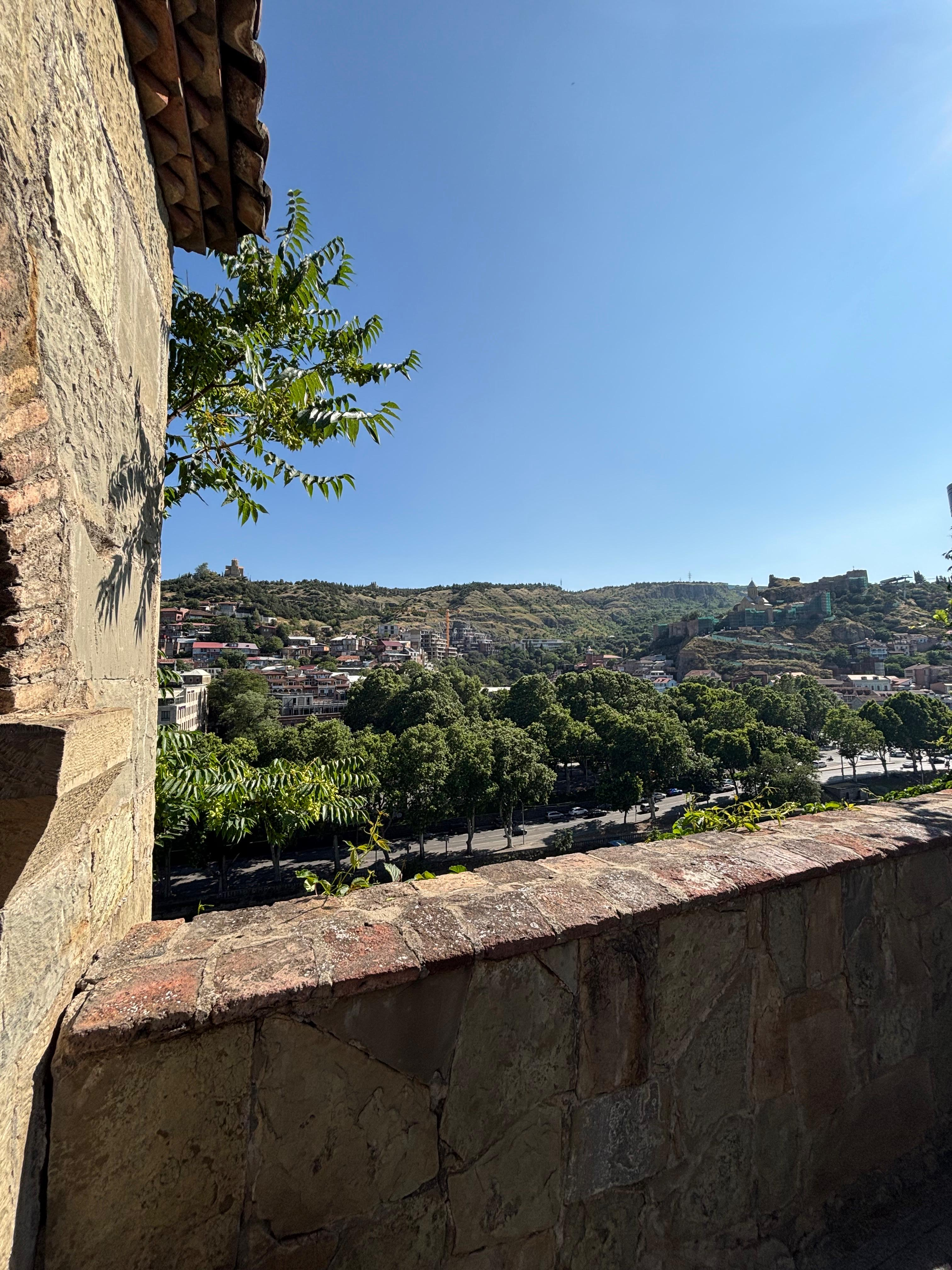
Vista dal cortile della chiesa